# Noah Van Sciver
Noah Van Sciver (nascido em 7 de julho de 1984 em Nova Jersey ) é um cartunista americano independente. Ele atualmente reside em Columbia, Carolina do Sul .

## Primeiros anos
Van Sciver cresceu em uma grande família em Nova Jersey . Autodidata,  foi influenciado por muitos quadrinhos, incluindo Ralph Snart Adventures e quadrinhos de Joe Matt e R. Crumb . Ele e sua família eram membros da Igreja de Jesus Cristo dos Santos dos Últimos Dias (Igreja SUD), mas ele não é mais membro. Seu irmão Ethan Van Sciver, é um renomado artista de quadrinhos e personalidade da internet.

## Histórias em quadrinhos
Van Sciver começou a produzir sua antologia Blammo em 2006, originalmente vendendo-a por um dólar. Sua tira 4 Questions no semanário alternativo de Denver, Westword, ajudou a divulgar seu trabalho quando ele começou a publicá-lo em 2007. Depois de quatro edições, a Kilgore Books & Comics publicou edições subsequentes. Seu conto "Abby's Road", que originalmente apareceu na revista Blammo # 6, foi selecionado para a antologia Best American Comics 2012. Ele parou de publicar 4 Questions em 2015. Desde dezembro de 2011, o trabalho de Van Sciver apareceu na revista Mad, e foi apresentado no The Comics Journal, Mome e Mineshaft .
Em outubro de 2012, a Fantagraphics Books publicou The Hypo: The Melancholic Young Lincoln, uma biografia narrativa de Abraham Lincoln que abrange os anos de 1837 a 1842. The Hypo, o primeiro romance gráfico de Van Sciver, ganhou elogios críticos positivos, e chegou a várias listas de "melhores" de 2012, incluindo a da MTV Geek (# 3), Boing Boing (empatado # 3), Enquete da Publishers Weekly Critic (# 4), e foi classificada como uma das Melhores Novelas Gráficas de 2012 pelo Library Journal . Em 2015, a Fantagraphics lançou dois romances gráficos de Van Sciver, St. Cole e Fante Bukowski. Van Sciver afirmou em uma entrevista que ele baseou as experiências do personagem Fante Bukowski parcialmente em suas próprias experiências. O personagem Fante Bukowski é um escritor aspirante ávido por reconhecimento, e seu nome é uma combinação dos sobrenomes de John Fante e Charles Bukowski . Em uma entrevista de 2018, Van Sciver disse que não tinha planos de desenhar mais livros de Fante Bukowski.
Também em 2015, a Kilgore Books lançou o mini quadrinho autobiográfico de Van Sciver My Hot Date, que ganhou o Prêmio Ignatz de “Melhor História” na Small Press Expo . Para o ano letivo de 2015-2016, Van Sciver foi  membro do Center for Cartoon Studies em Columbus, Ohio. No quadrinho autobiográfico de Van Sciver, One Dirty Tree (2018), ele examinou sua infância. Ele relatou que sua família não estava feliz com o quadrinho, e Van Sciver se sentiu mal por fazer de seu pai um vilão, quando seu pai sofre de doença mental. John Wenzel, no The Know, descreveu as imagens da revista como "estranhas, [e] enganosamente casuais".
Van Sciver usa o Photoshop junto com mídias tradicionais como canetas de radiografia, tintas Higgins, lápis de cor e aquarelas. Ele mantém horas regulares desenhando, trabalhando todos os dias das 9h às 17h. Ele usou mídias sociais como Patreon e Twitter no passado para obter feedback imediato sobre seu trabalho. Mudou-se para Columbia, Carolina do Sul em 2018.

## Prêmios
Além de sua vitória em Ignatz, Noah foi indicado ao prêmio sete vezes:
2010 Outstanding Comic - Blammo #6 (Kilgore)
2012 Outstanding Minicomic - The Death of Elijah Lovejoy (2D Cloud)
2014 Outstanding Comic - Blammo #8 (Kilgore), 2015 Outstanding Graphic Novel - Saint Cole (Fantagraphics)
2015 Outstanding Artist - Saint Cole (Fantagraphics)
2015 Outstanding Graphic Novel - Saint Cole (Fantagraphics)
2016 Outstanding Artist - Disquiet (Fantagraphics)
2016 Outstanding Story - My Hot Date (Kilgore)
Em 2016, sua graphic novel Fante Bukowski foi indicada para o prêmio Eisner de Melhor Escritor / Artista .
Van Sciver foi indicado para dois pêmios da Association for Mormon Letters : em 2015, para My Hot Date e 2018 para One Dirty Tree . Ele recebeu o prêmio AML Award por One Dirty Tree .

## References
1. ↑  «One Dirty Tree - Noah Van Sciver's Family Saga Cements His Status as One of the Foremost Cartoonists Working Today». Broken Frontier
2. 1 2  «Artist of the Day: Noah Van Sciver». Cartoon Brew
3. 1 2 3 4 5  «Comics Alternative Interviews: Back with Noah Van Sciver»
4. 1 2 3 4  «Noah Van Sciver». The A.V. Club
5. 1 2  «An Interview with Noah Van Sciver | The Comics Journal». The Comics Journal
6. ↑  Entrada de Van Sciver, Comiclopedia de Lambiek.
7. 1 2  «Noah Van Sciver»
8. ↑  Questão Mad # 512 (dez. 2012).
9. ↑  MTV Geek - Novelas Gráficas do MTV Geek de 2012
10. ↑  O Retorno dos Melhores Quadrinhos do Ano - Boing Boing Edition - Boing Boing
11. ↑  Ware's 'Building Stories' Tops Enquete dos críticos de 2012 da PW Comics World
12. ↑  Melhores livros 2012: graphic novels
13. 1 2  «2016 IGNATZ AWARD Winners (Full List)»
14. ↑  «Noah Van Sciver Gets Laughs at Expense of Drunk Writers in Fante Bukowski». pastemagazine.com (em inglês)
15. ↑  «Noah Van Sciver Named CCS Ten Year Anniversary Fellow». The Center for Cartoon Studies (em inglês)
16. ↑  «Review: Noah Van Sciver's "One Dirty Tree" a masterful, bittersweet comics memoir»
17. ↑  «2016 Eisner Award Nominees» [ligação inativa]
18. ↑  «2015 AML Awards Finalists #5: Drama, Comics, and Criticism». Dawning of a Brighter Day
19. ↑  " Finalistas do Prêmio 2018 AML # 4: Quadrinhos e Cinema ." Amanhecer de um dia mais brilhante . Associação para as Cartas Mórmons . 14 de fevereiro de 2019. Acessado em 19 de fevereiro de 2019.
20. ↑  «2018 AML Award Winners». Dawning of a Brighter Day